# Taftanaz (poddystrykt)
Taftanaz – jedna z 7 jednostek administracyjnych trzeciego rzędu (nahijja) dystryktu Idlib w muhafazie Idlib w Syrii.
W 2004 roku poddystrykt zamieszkiwało 24 145 osób.